# Xã Silver Lake, Quận Dickinson, Iowa
Xã Silver Lake (tiếng Anh: Silver Lake Township) là một xã thuộc quận Dickinson, tiểu bang Iowa, Hoa Kỳ. Năm 2010, dân số của xã này là 1.195 người.